# Deftinge
Deftinge is een dorp in de Belgische provincie Oost-Vlaanderen en een deelgemeente van Lierde, het was een zelfstandige gemeente tot aan de gemeentelijke herindeling van 1977. Het dorp ligt in de Denderstreek en de Vlaamse Ardennen, in een sterk golvend landschap met hoogtes die variëren van 30 tot 70 m.
Tot de deelgemeente Deftinge behoort ook de woonkern Gemeldorp.

## Geschiedenis
Deftinge wordt voor het eerst in 1050 vermeld als 'Davatinge', wat teruggaat tot de Keltische naam Dabantinco. Deze laat zich splitsen in de stam 'dab' (?) en de suffixen 'ant' en 'ank'; het eerste ontmoeten we ook in voltooide deelwoorden als 'etend' en 'werkend' en drukt dus een voortdurende bezigheid uit, terwijl het tweede een 'voortkomen uit' weergeeft.
Deftinge maakte tot aan de Franse Revolutie deel uit van de baronie Boelare, in de kasselrij en het Land van Aalst; het vormde een afzonderlijke vierschaar en had de baron zelf als dorpsheer. De heerlijkheid werd voor hem beheerd door zeven schepenen en een luitenant-baljuw.

## Bezienswaardigheden

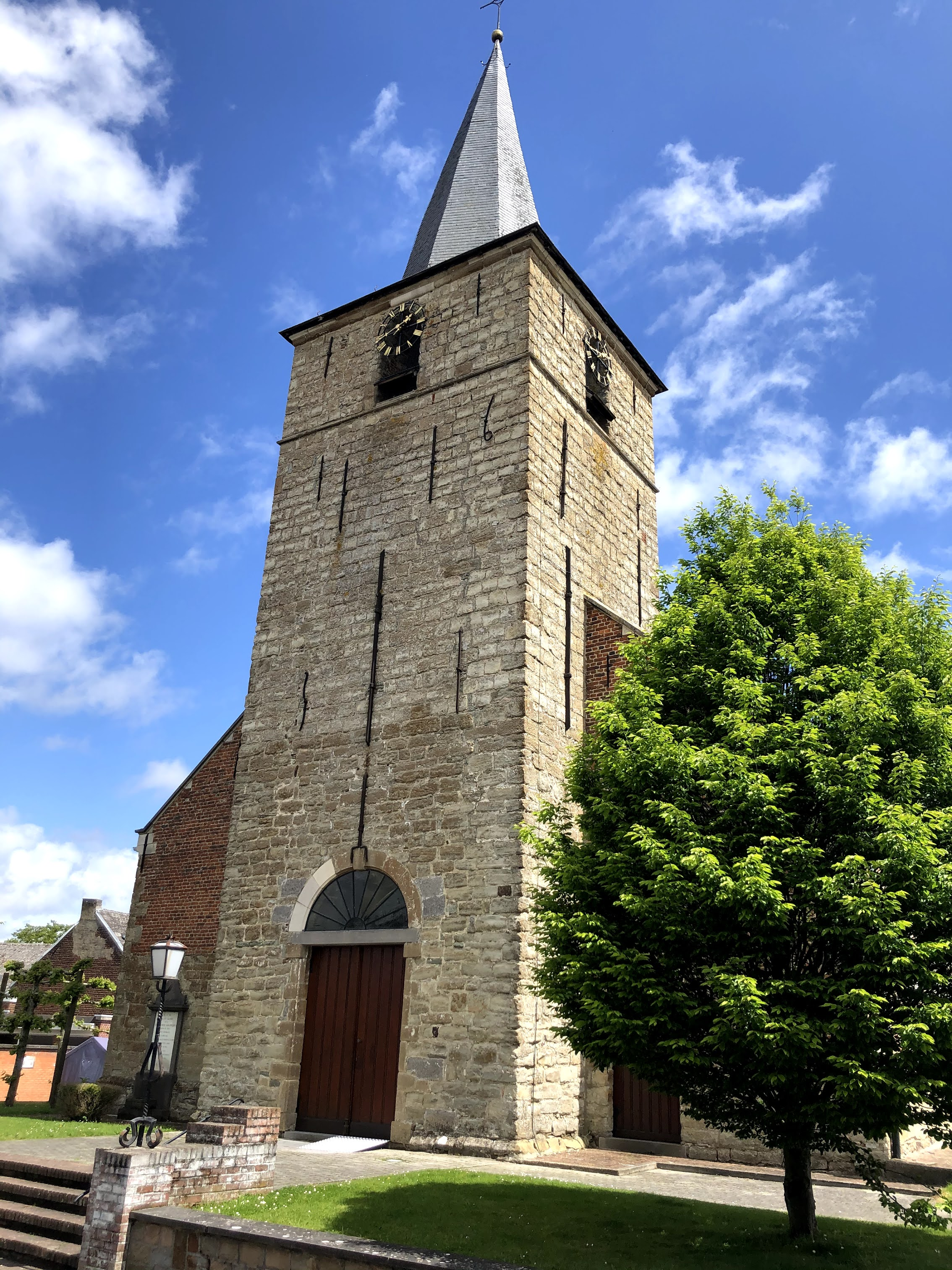
De Sint-Ursmaruskerk

- De Sint-Ursmaruskerk werd gebouwd van de 13e tot de 19e eeuw. De zandstenen westertoren is gedateerd 1631; daarachter verrijst een 18e-eeuws schip met drie even hoge beuken onder één dak, gevolgd door een oudere, lage dwarsbeuk; en ten slotte zit het 13e-eeuwse veldstenen koor (met saterkoppen onder de kroonlijst) gevat tussen twee neogotische zijkoren. De oudere delen zijn sinds 1947 als monument beschermd; in 1976 werd dat uitgebreid tot de neogotische. Het interieur is verrassend genoeg in fraaie rococo uitgevoerd, een werk van Jan Michiels uit Velzeke-Ruddershove. De unieke arduinen doopvont dateert dan weer van de 12e eeuw.
- Het Klooster van de Zusters van Sint-Vincentius

## Natuur en landschap
Deftinge ligt in de Vlaamse Ardennen en de hoogte varieert van 30-70 meter. In het zuiden stroomt de Broekbeek en in het noorden de Watermolenbeek, beide beken lopen in oostelijke richting naar de Dender.

## Demografische ontwikkeling
- Bronnen:NIS, Opm:1831 tot en met 1970=volkstellingen; 1976 = inwoneraantal op 31 december

## Burgemeesters
De burgemeesters van Deftinge waren:
- 1752-1782 : Adriaan Van Adorp[1]
- 1802?-1808 : Jozef Van Crombrugge[2][1]
- 1809-1812 : Liv. Van Cleemputte[3][4]
- 1813-1818 : Ad. De Smet[5][6]
- 1819-1837 : J. B. Minnaert[7][8]
- 1838-1849 : Charles Louis Minnaert[9][10]
- 1850-1894 : Louis (Lodewijk) de Ruyver[11][12]
- 1895-1935 : Ludovicus-Josephus Vanderpoorten[13][14] (1861-1935)
- 1936-1939 : Jan-Baptist Saligo[15] (1863-1945)
- 1939-19?? : Frans Vidts[16][17] (1870-1949)
- 1942?-19?? : ? Bogaert[18] (Oorlogsburgemeester)
- 1947-1959 : Vital Edgard Matthys[19] (1891-1959)
- 1960-1965 : Gilbert van Ongeval[20][21] (1911-1997)
- 1965-1977 : Valère Eeman[22] (1920-2000)
- 1977-nu  : Geen Burgemeesters meer (Deftinge werd deelgemeente)

## De Kommalier
De Kommalier is het ontmoetingscentrum in Deftinge. Dit centrum is gelegen in het dorpscentrum van Deftinge.
Hier kunnen evenementen georganiseerd worden.
Ook de Jokido gebruikt deze plek voor hun wekelijkse bijeenkomsten.
Kommalier is een samentrekking van de drie woorden kom langs hier.

## Toerisme
Door dit dorp loopt onder meer de fietsroute Denderende steden.

## Sport
In Deftinge speelt de voetbalclub VC Eendracht Deftinge.

## Geboren of woonachtig in Deftinge
- Ferdi Van Den Haute (1952) Wielrenner

## Nabijgelegen kernen
Sint-Martens-Lierde, Parike, Zarlardinge, Goeferdinge, Nederboelare, Schendelbeke